# Semana Santa en Antequera
La Semana Santa en Antequera es, desde el punto de vista litúrgico y cultural, uno de los acontecimientos más importantes que se produce cada año en la ciudad española de Antequera.
La Semana Santa abarca desde el Domingo de Ramos hasta el siguiente domingo, el Domingo de Resurrección. Cada día se procesionan imágenes representando la Pasión de Cristo, excepto el Sábado Santo. El Viernes Santo es el viernes siguiente al primer plenilunio posterior al equinoccio de primavera, por lo que cada año es un día diferente del calendario, por ejemplo el 14 de abril en 2006, el 6 de abril en 2007 o el 21 de marzo en 2008.
Los desfiles procesionales de Antequera cuentan con una serie de peculiaridades que los hacen únicos en el conjunto de la Semana Santa andaluza.
Por una parte, son muchos los antequeranos que acompañan a las imágenes vistiendo el hábito de nazareno portando cirios, cruces o detrás de los tronos a modo de promesa. Por otra parte los tronos son portados al hombro – a diferencia de los costaleros- por los hermanacos, caracterizados por su indumentaria y por el uso de “horquillas” para sostener el trono cuando está parado. Al frente de ellos va el Hermano Mayor de Insignia que, situándose delante del paso, guía a los hermanacos durante el recorrido de la procesión.
También hay que mencionar otra figura central de la Semana Santa de Antequera como es el campanillero de lujo: niño o niña de no más de ocho años, perteneciente habitualmente a una familia de la cofradía, que luce una túnica de terciopelo bordada en hilo de oro con larga cola. Los campanilleros van junto al Hermano Mayor y su misión es tocar unas campanitas avisando de que el trono va a comenzar a andar o de que ya lo está haciendo.
Por otra parte, cabe destacar algunos momentos inolvidables de nuestra Semana Santa, tal es el caso de lo que se conoce como “correr la vega”, que consiste en subir corriendo los tronos de algunas cofradías por las empinadas cuestas que, al final del recorrido procesional, llevan a los templos-sede. Al parecer, el sentido tradicional de esta costumbre era el de bendecir, desde los cerros de la ciudad, las fértiles vegas que en su día fueron la primera fuente de riqueza de la población.
Y otro momento especial que se puede contemplar en las procesiones de la ciudad es el encuentro, cuando los tronos de la misma o de distinta cofradía se encaran como símbolo de unión y de felicitación por el recorrido procesional.
Existe una Agrupación de Cofradías, fundada en 1943 por Francisco Ruiz Ortega.
La Semana Santa antequerana comparte con las demás celebraciones andaluzas un gran fervor popular y formas artísticas como la saeta.
Algunos tronos son levantados "a pulso". Esta práctica consiste en levantar con la palma de las manos los varales y así el trono sube por encima del hombro.

## Introducción

### La Agrupación de Cofradías
El 20 de febrero de 1943 se reunió por vez primera la Agrupación, fundada por Francisco Ruiz Ortega, alcalde antequerano, eligiera su junta, que quedó configurada de una manera definitiva.
En los años sucesivos la Agrupación fue actuando de una manera decisiva para el sostenimiento de nuestra tradición religiosa. Hicieron una postulación por las calles antequeranas y crearon el primer cartel e implantaron el primer pregón en el año 1950.
En 1952 y debido a problemas dentro del seno de la Junta Directiva comienza a producirse una crisis que se hará palpable e inevitable en 1953.
La Agrupación de Cofradías de Semana Santa, seguirá actuando pero evidentemente sin la fuerza de su creación. Se organizan varios pregones y carteles pero distanciados en el tiempo, lo que lleva en el año 1959 a la dimisión de su presidente, quedando en este año disuelta.
Fue en 1971 cuando se organiza definitivamente, haciéndose cargo de ella Antonio García Cabello que la presidió hasta el año 1977.

### Vegas
Correr la vega consiste en subir corriendo las empinadas cuestas antequeranas con los tronos a hombros hasta que llegan a su templo. Las vegas se corren en Antequera el Jueves Santo, con la Cofradía de los Dolores y la Cofradía del Consuelo; y el Viernes Santo, con la Cofradía de la Paz, subiendo la Cuesta del Viento hasta llegar a su templo, y la Cofradía del Socorro, despidiéndose de la Cofradía de Abajo en la Convento de Santo Domingo hasta llegar al Portichuelo y entrar en su templo-sede. Al parecer, el sentido tradicional de esta costumbre era bendecir, desde los cerros de la ciudad, las fértiles vegas que en su día fueron la primera fuente de riqueza en la ciudad.

### Imágenes de gran valor
Las hermandades y cofradías antequeranas poseen un rico ajuar procesional. Desde sus imágenes, en su mayoría esculturas de gran valor artístico realizadas por talladores asentados en la ciudad durante los siglos XVI y XVIII, hasta los bordados de sus mantos y palios, pasando por elementos de platería, considerados piezas capitales del patrimonio artístico de la Semana Santa.

### Recorrido Oficial
Todas las cofradías procesionan siempre por la esquina de San Luis y por la calle Infante Don Fernando, siempre todos los tronos saludando a la patrona de Antequera, la Virgen de los Remedios.

## Días de Pasión

### Domingo de Ramos
- El Domingo de Ramos sale desde la Iglesia de San Agustín la Cofradía de la Pollinica:

Esta cofradía, con la que empieza la Semana Santa antequerana, tiene tres tronos, "La Pollinica", una obra anónima de 1950 realizada en los talleres de Olot, Jesús orando en el huerto,   y María Santísima de Consolación y Esperanza, una talla del siglo XVIII atribuida a José Medina.. Hay dos árboles que marcan los tronos de ésta cofradía, la palma, que se alza sobre el trono de la Pollinica y el olivo, que está en el trono de Jesús orando en el huerto. Muchos niños, vestidos de hebreos, forman parte de ésta procesión portando hojas de palma y olivo.

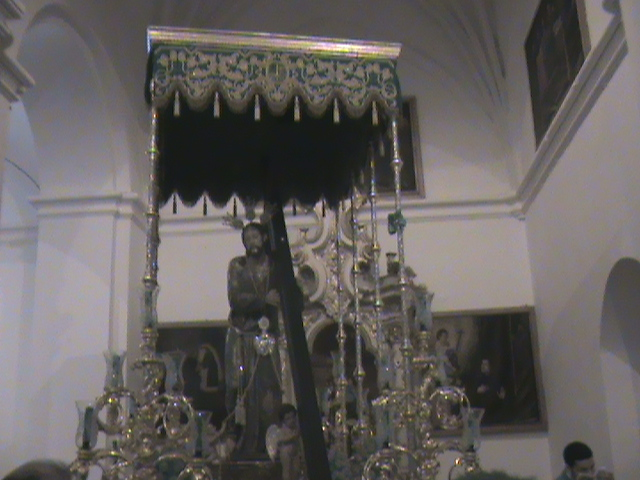
Cristo de la Sangre

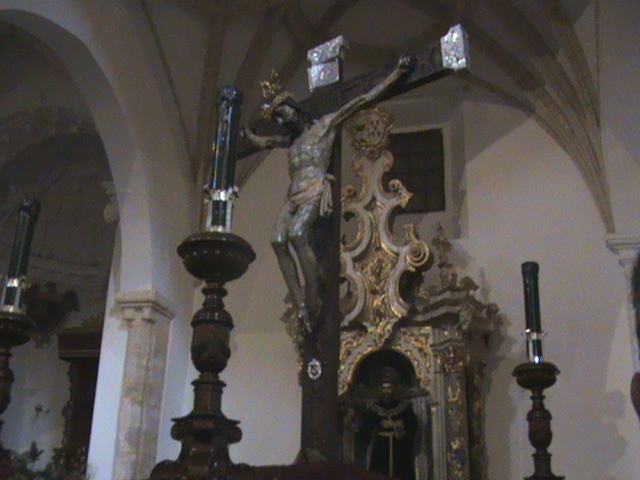
Cristo Verde

### Lunes Santo
- El Lunes Santo sale desde el Convento de San Zoilo la "Cofradía de los Estudiantes".

Tiene tres tronos, el más conocido es El Cristo Verde siendo la imagen de Jesús más antigua, del siglo XVI. La Virgen de la Veracruz, imagen que representa a una dolorosa de expresivo rostro y gran belleza.  el Cristo de la Sangre que es la única talla del Señor que se procesiona bajo palio en nuestra Semana Santa.

### Martes Santo
- El Martes Santo sale la Cofradía del Rescate desde la Iglesia de la Trinidad.

Sólo tiene dos tronos, El Señor del Rescate, aunque la talla original se perdió en un incendio que se produjo en esta iglesia en el año 1935. y María Santísima de la Piedad.
Son muchos los devotos, entre ellos mujeres vestidas de mantilla, que este día salen alumbrando al Señor por las calles de la ciudad y acompañando también a la Virgen de la Piedad.Durante el recorrido es habitual que algunas personas les interpreten saetas. 

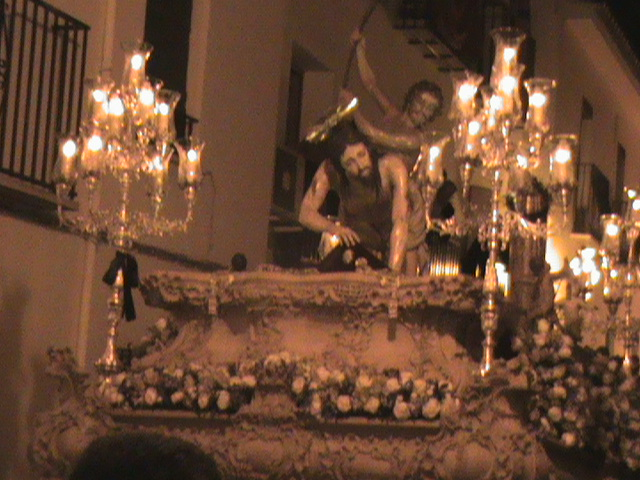
Cristo del Mayor Dolor

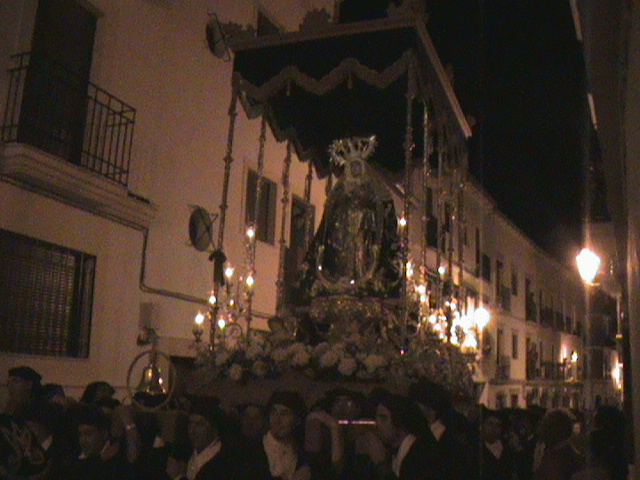
Virgen del Mayor Dolor

### Miércoles Santo
- El Miércoles Santo sale la Cofradía del Mayor Dolor desde la Iglesia de San Sebastián.

También tiene dos tronos, La Virgen del Mayor Dolor, que es obra del escultor de Fondón (Almería) Andrés de Carvajal, quien la realizó y donó a la Iglesia colegial de San Sebastián  - donde actualmente se encuentra – en el año 1771, y el Cristo del Mayor Dolor del mismo autor, que representa a Jesús, con rostro de conmovedora expresión, después de la flagelación, arrodillado y recogiendo la túnica.
La procesión es acompañada por la legión.

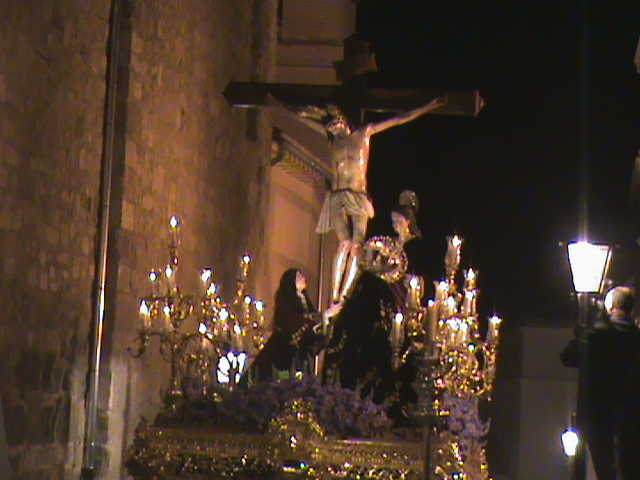
Santísimo Cristo de la Misericordia

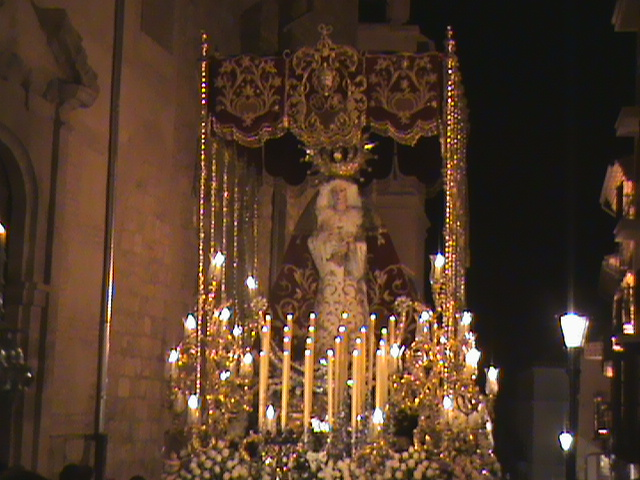
Virgen del Consuelo

### Jueves Santo
El Jueves Santo salen:
El Jueves Santo salen: La Cofradía del Santísimo Cristo de la Misericordia y María Santísima del Consuelo desde la Iglesia de San Pedro. Fundada en el año 1701.
Procesiona la cofradía los tronos del Santísimo Cristo de la Misericordia, cabe destacar de Él que presenta influencias del arte de Pedro de Mena, por lo que se atribuye a algún discípulo suyo asentado en la ciudad en el siglo XVII. Esta talla representa a Cristo muerto en la cruz, acompañado a sus pies de las imágenes de María Magdalena, San Juan Evangelista  perteneciente a Andrés de Carvajal y una imagen dolorosa de gran belleza denominada Virgen de los Alfligidos; conjunto que procesiona sobre un impresionante trono tallado y dorado, correspondiente esta última tarea al artista Cecilio Reyes. En segundo lugar se encuentra  y María Santísima del Consuelo, titular mariana de dicha cofradía. Imagen con más de 4 siglos de devoción, de marcado hieratismo y manos abiertas. Destaca su manto procesional, confeccionado en la década de los cincuenta del siglo XX y bordado en oro sobre color granate. Es el más llamativo de la Semana Santa Antequerana; hay que decir que actualmente se encuentra en una segunda fase respecto al proyecto de bordado original.

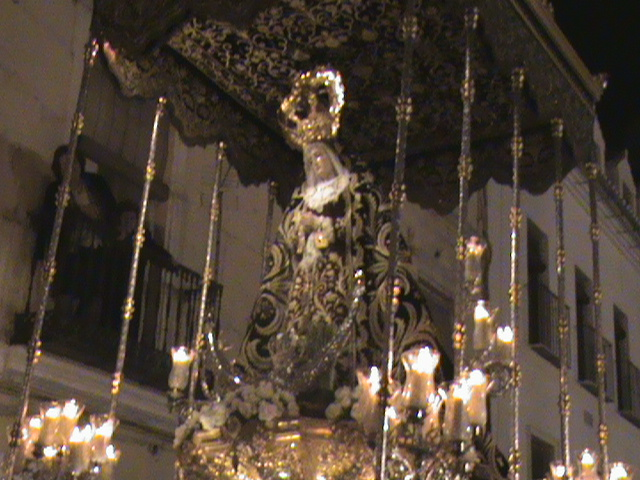
María Santísima de los Dolores Coronada

La Venerable Cofradía de Servitas de María Santísima de los Dolores Coronada procesiona desde la Iglesia Conventual de Belén. Cofradía fundada el día 6 de junio del año 1702, siendo sus constituciones aprobadas en septiembre del 1722 por el obispo de Málaga del momento. Realizan la cofradía su desfile procesional desde "barrio de Santiago" en el siguiente orden: En primer lugar el trono del Santísimo Cristo Atado a la Columna, obra elaborada por el imaginero Andrés de Carvajal y Campos a finales del siglo XVIII. Es una imagen de talla completa que representa el momento de la flagelación de Cristo. En segundo lugar procesiona el Santísimo Cristo del Consuelo, magnífica talla perteneciente a dos autores: El rostro, manos y pies corresponden al ilustre imaginero José de Mora así como el resto del cuerpo a Andrés de Carvajal. Imagen elaborada entre los años 1644-1744 aproximadamente. La imagen representa uno de una de las caídas de Jesucristo camino al calvario. Con la rodilla izquierda flexionada y mano derecha sosteniendo una preciosa cruz estofada del siglo XVIII. En tercer lugar se encuentra la imagen de María Santísima de los Dolores Coronada, única titular de la cofradía perteneciente a la gubia del artista local Miguel Márquez García (año 1817). Se nos presenta la iconografía de la Virgen Dolorosa, María al pie de la cruz; imagen representativa de la Orden de los Servitas a la que pertenece la cofradía como entidad seglar aunque originariamente fue fundada como orden. Rostro levemente inclinado a la derecha y manos entrelazadas presenta la imagen mariana. Profesa una gran devoción en el barrio al que pertenece y en la ciudad de Antequera. Tal es así, que la imagen fue coronada canónicamente por el ilustrísimo señor obispo don Antonio Dorado el 14 de septiembre del año 2002 como colofón a los actos programados por el trescientos aniversario de la corporación, siendo hermano mayor de la misma don Agustín Puche Muñoz.
Destacan tanto los pasos procesionales como el rico ajuar de las imágenes, ricas túnicas laboriosamente bordadas sobre seda y terciopelo. En lo referido a los tronos, es admirable la peana de estilo rococó fechada en el siglo XVIII del Cristo Atado a la Columna, elaborada en madera dorada y adornada con cartelas alusivas al martirio de Cristo elaboradas por el orfebre local "Pepe Cantos" en la década pasada de este siglo. El trono de la Virgen de los Dolores  por su parte es un conjunto soberbio que data de principios del siglo XIX, palio de terciopelo negro bordado en oro fino con diferentes técnicas, platería de gran calidad y una peana barroca fechada en el siglo XIX también, presenta una estructura de base fina, gran altura y disposición vertical siendo denominado "el conjunto insignia" del tan conocido y polémico estilo antequerano. Al trono procesional se suma tanto el magnífico manto bordado por las hermanas palomo en 1809 como la impresionante corona de plata sobredora perteneciente al platero Francisco de Lara, así también el compendio de ángeles que adorna el conjunto; destacando los denominados "ángeles pasionarios" que se encuentran el la parte delantera del paso, minuciosamente elaborados y tallados por el ya mencionado Andrés de Carvajal. También es digna de destacar la peana de camarín del Cristo del Consuelo, elaborada en madera de flandes dorada y policromada en tonos verdosos por un fraile carmelita en el año 1744 dentro del conjunto del rico espacio en el que se encuentra la sagrada imagen.
Una en la calle, los dos tronos de la Hermandad del Consuelo son llevados hasta la Plaza de Santiago, donde se produce el “encuentro” entre las imágenes de las dos cofradías ante el templo patronal de Santa Eufemia, destacando el esperado encuentro entre la Virgen de los Dolores y la Virgen del Consuelo donde se producen vítores y aplausos, a la par que la perplejidad de los asistentes ante tal contraste artístico entre los dos tronos y las dos imágenes. Una vez juntas las cofradías completan el itinerario procesional Jueves Santo recorriendo las calles del centro de la ciudad, hasta que se produce la despedida en la conocida como Cruz Blanca. Tras esto, la cofradía de Servitas desciende calle San Pedro en dirección a su barrio mientras que la cofradía del Consuelo realiza el acto tradicional de  “correr la vega”, es decir, llevar a paso ligero los tronos por una cuesta para rememorar la antigua tradición en la que las imágenes bendecían los campos de cultivo de la ciudad tan importantes para sus subsistencia. Tras esta, pero ya por separado, los servitas regresan a su barrio realizando también sus respectivas vegas y produciéndose su encierro en la ya madrugada del Viernes Santo.
El Viernes Santo salen:
- La Cofradía de la Paz, también llamada "Cofradía de Abajo" sale desde la Basílica del Dulce Nombre de Jesús y María Santísima de la Paz

Tiene  cuatro tronos, El niño perdido, La Virgen de la Paz, que se procesiona en un trono de palio de doce varales agrupados en las esquinas y sobre una peana del siglo XVII.,Dulce Nombre de Jesús Nazareno, hecho en 1581 una imagen de vestir de finales del siglo XVI que representa a Cristo portando una gran cruz de plata finamente labrada; y el Cristo de la Buena Muerte y de La Paz. Esta cofradía es acompañada por la Marina.

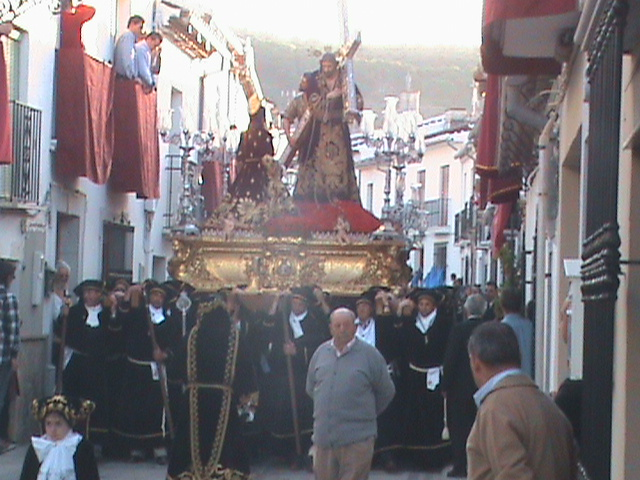
Jesús Nazareno con la Cruz a Cuestas

- La Cofradía del Socorro, también llamada "Cofradía de Arriba" sale desde la Iglesia de Santa María de Jesús.

Tiene tres tronos, son La cruz de Jerusalén, Jesús Nazareno con la Cruz a Cuestas, acompañado de las figuras de Simón Cirineo y de la Verónica ; y Nuestra Señora del Socorro, cuyo trono de palio es el de mayores dimensiones de la Semana Santa antequerana, en el que destacan la peana dieciochesca en forma de pirámide, y el techo y las bambalinas con bordados de oro y plata repujada. Esta cofradía está acompañada por los regulares.
El momento culminante del recorrido tiene lugar cuando se produce el “encuentro” en la Plaza de San Sebastián, donde se encaran y saludan los tronos de las dos cofradías, especialmente los de las imágenes marianas. Desde allí empiezan a subir a paso ligero las empinadas cuestas que conducen hasta sus templos, dando vida así a la tradición conocida como “correr la vega”.
- La Cofradía de la Soledad sale desde la Iglesia del Carmen (Antequera).

Tiene tres tronos, La Quinta Angustia, cuyos orígenes se remontan al primer tercio del siglo XVI, y representa el tema iconográfico de la Piedad; El Santo Entierro de Cristo, en el que podemos admirar la figura de un Cristo yacente dentro de una preciosa urna de estilo rococó; y de Nuestra Señora de la Soledad, que luce una corona de plata de gran belleza artística.

### Domingo de Resurrección
- El Domingo de Resurrección se procesiona la imagen del Señor Resucitado, que muestra a Cristo de pie en actitud de bendecir y sosteniendo un estandarte en la mano izquierda. Se trata de una escultura de estilo manierista y con los ojos tallados sobre la madera y pintados junto a la Agrupación de Representantes de todas las cofradías, saliendo de la Iglesia de San Juan de Dios